# Снейфеллская горная железная дорога

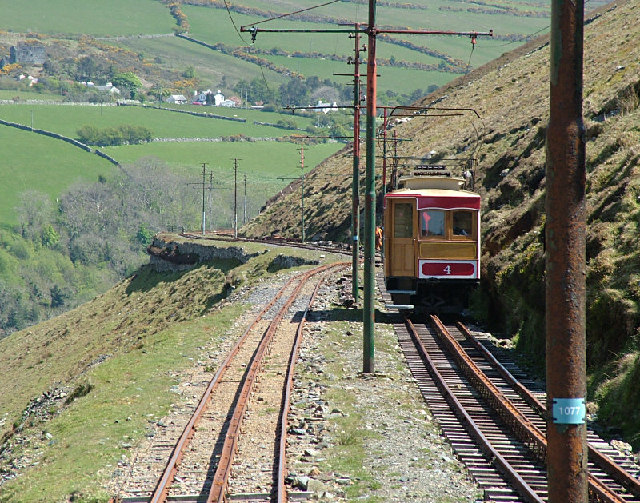
Вагон № 4 горной железной дороги поднимается на гору

Снейфеллская горная железная дорога (англ. Snaefell Mountain Railway) — железнодорожная линия на Острове Мэн, соединяющая город Лакси с вершиной горы Снейфелл, самой высокой точкой острова (620,6 метров над уровнем моря). Колея - 1067 мм.
Снейфеллская горная железная дорога — самая старая горная железная дорога Британских островов.

## История
Первые изыскания о возможности строительства горной железной дороги на вершину горы Снейфелл были проведены Джорджем Нобелем Феллом (George Nobel Fell), сыном Джона Бэррэклога Фелла (John Barraclough Fell), изобретателя специальной системы, позволявшей поездам преодолевать очень крутые подъёмы. Проект Джорджа Фелла предусматривал строительство горной железной дороги на паровой тяге. Этот проект был одобрен парламентом Острова Мэн в 1888 году, однако строительство так и не началось.
В 1895 году Ассоциация Снейфеллской горной железной дороги (Snaefell Mountain Railway Association, SMRA) реанимировала планы строительства дороги. Было решено строить дорогу по трассе, предусмотренной проектом Фелла. Однако вместо паровой тяги было решено использовать электрическую. Также было решено отказаться от специального оборудования, изобретённого Джоном Феллом. Средний рельс специальной конструкции используется только в качестве упора при спуске поезда с горы, вверх же вагон поднимается исключительно за счёт трения между колёсами и обычными рельсами.
Земля, по которой проходила трасса дороги, была арендована ассоциацией. Это избавило ассоциацию от юридической волокиты, поэтому дорога была построена очень быстро — открытие состоялось уже 20 августа 1895 года, спустя семь месяцев после начала строительства.
В декабре 1895 года SMRA продало горную железную дорогу компании Isle of Man Tramways & Electric Power Co. Ltd, которая была владельцем Мэнской электрической железной дороги.
В 1900 году Isle of Man Tramways & Electric Power Co. Ltd обанкротилась и в 1902 году имущество этой компании было продано новосформированной компании Manx Electric Railway Co. Ltd.
В конце пятидесятых годов Manx Electric Railway Co. Ltd оказалась в сложном финансовом положении. В 1957 году имущество компании, в том числе и горная железная дорога, было куплено правительством Острова Мэн.

## Описание системы
Длина линии — пять миль или восемь километров. Ширина колеи составляет три фута и шесть дюймов или 1067 мм (капская колея). Уклон дороги достигает 1:12. Третий рельс системы Фелла используется для притормаживания вагонов при спуске. Линия электрифицирована на постоянном токе напряжением 550 вольт при помощи контактной сети.
На дороге имеется три станции — Laxey, Bungalow и Snaefell Summit. Станция Laxey является одновременно станцией Мэнской электрической железной дороги, однако из-за разницы в ширине колеи подвижной состав этих железных дорог несовместим. Для доставки вагонов Горной железной дороги для ремонта в мастерские Электрической железной дороги в Дуглас на вагонах Горной железной дороги меняют тележки. Для этой цели на станции Laxey оборудован участок с двойной шириной колеи.

## Подвижной состав

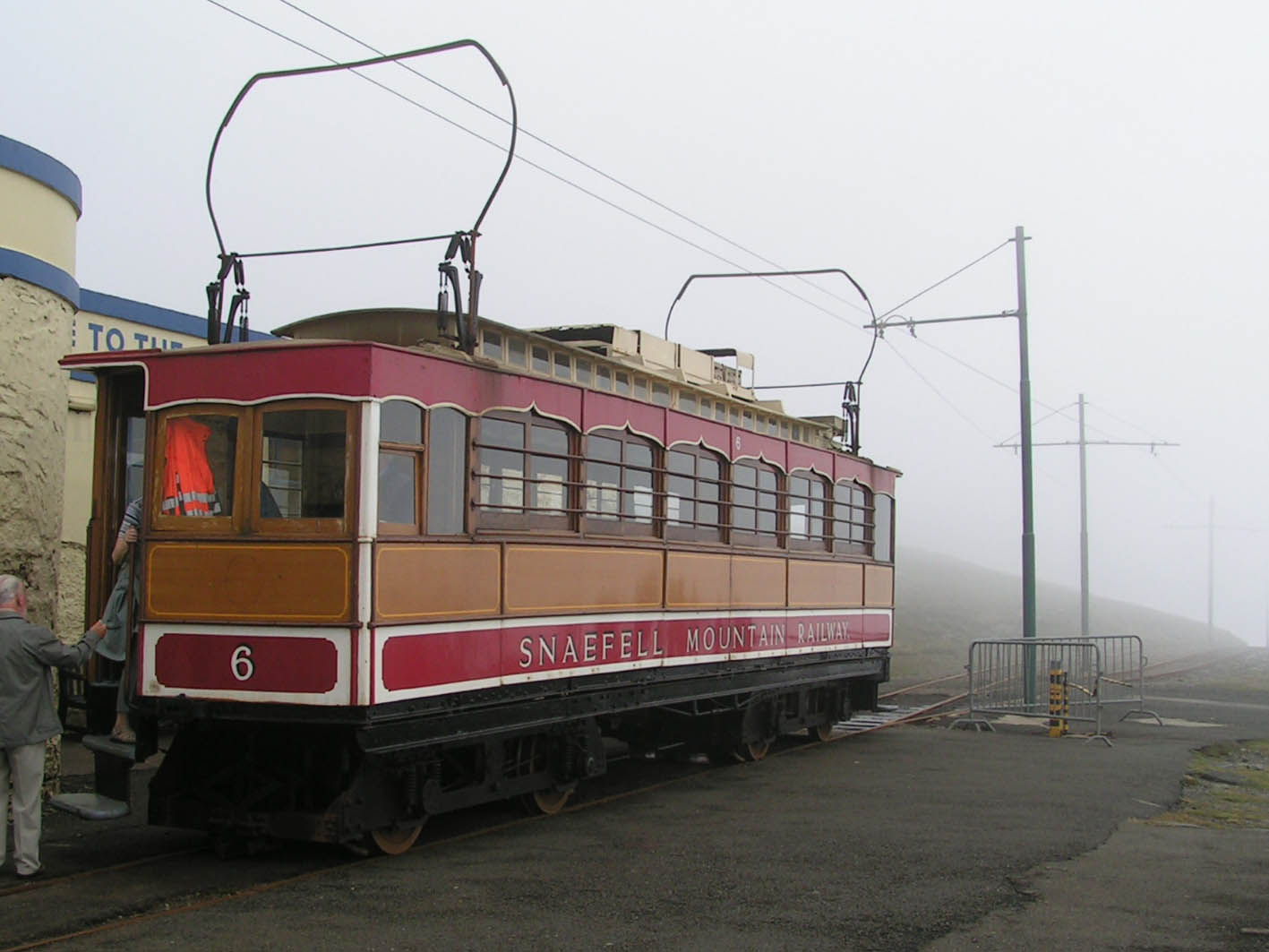
Вагон № 6 на верхней станции

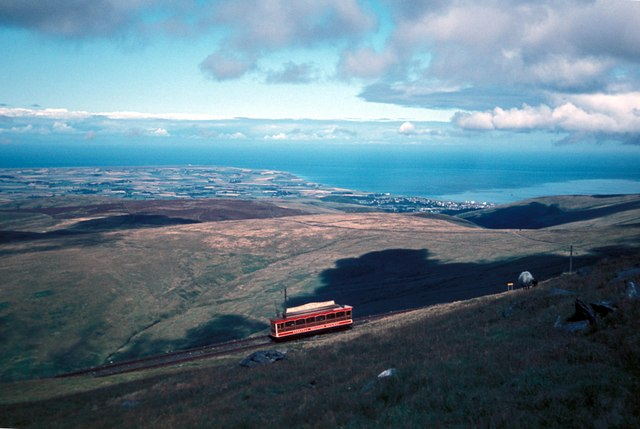
Вагон № 1 на перегоне

На Снейфеллской железной дороге используется шесть моторных вагонов, которые по конструкции и внешнему виду похожи на обычные трамвайные вагоны. Корпус у всех вагонов деревянный. Все вагоны были построены в 1895 году. В 1970 году корпус вагона № 5 сгорел, и в 1971 году был заменён новым, внешне практически ничем не отличающимся от оригинального.
В семидесятых годах все вагоны прошли модернизацию, самой важной частью которой была замена тележек. Новые тележки по конструкции не сильно отличались от оригинальных, но на них были использованы более современные моторы и другое тяговое оборудование, снятое со списанных трамваев из Ахена (Германия).

## Организация работы
Так как Снейфеллская железная дорога перевозит исключительно туристов, то работает она только в летний период. Например в сезон 2006 года дорога работала с 24 апреля по 1 октября. В 2006 году проезд по железной дороге в один конец стоил 4,4 фунта, в оба конца — 7,4 фунта.
Поездка в один конец длится полчаса. Поезда отправляются также раз в полчаса.
На зиму на более высокой части трассы контактная сеть демонтируется, чтобы она не была повреждена зимними штормами.